# Campeonato del Mundo de patinaje de velocidad en línea 1995
El Campeonato Mundial de patinaje de velocidad en línea de 1995 tuvo lugar en la ciudad australiana de Perth. Fue la primera ocasión que la que Australia organizó el campeonato.

## Mujeres
| Distancia                 | Oro                                                   | Plata                | Bronce                |
| Pista                     | Pista                                                 | Pista                | Pista                 |
| ------------------------- | ----------------------------------------------------- | -------------------- | --------------------- |
| 300 m Contrarreloj        | Valentina Belloni                                     | Nora Vega            | Desley Hill           |
| 500 m Sprint              | Julie Brandt                                          | Cheryl Ezzell        | Ya-Wen Chen           |
| 1.500 m Sprint            | Cheryl Ezzell                                         | Theresa Cliff        | Elisabetta Giorgini   |
| 3.000 m Línea             | Theresa Cliff                                         | Cheryl Ezzell        | Simona Vesprini       |
| 5.000 m Puntos            | Cheryl Ezzell                                         | Vicci King           | Antonella Mauri       |
| 10.000 m Eliminación      | Theresa Cliff                                         | Debra Beveridge      | Marcela Cáceres       |
| 5.000 m Relevos           | Estados Unidos Theresa Cliff Cheryl Ezzell Vicci King | Colombia             | Australia             |
| Ruta                      |                                                       |                      |                       |
| 300 m Contrarreloj        | Desley Hill                                           | Nora Vega            | Valentina Belloni     |
| 500 m Sprint              | Valentina Belloni                                     | Julie Brandt         | Cheryl Ezzell         |
| 1.500 m Sprint            | Sandrine Plu                                          | Eva María Richardson | Simona Vesprini       |
| 3.000 m Línea             | Cheryl Ezzell                                         | Sandrine Plu         | Isabel Cristina Henao |
| 5.000 m Puntos            | Theresa Cliff                                         | Marcela Cáceres      | Sandrine Plu          |
| 10.000 m Eliminación      | Cheryl Ezzell                                         | Sandrine Plu         | Antonella Mauri       |
| Larga distancia           |                                                       |                      |                       |
| 21.097,5 m Media Marathon | Hilde Goovaerts                                       | Cheryl Ezzell        | Tina Bosica           |

## Hombres
| Distancia            | Oro                                                   | Plata                           | Bronce                                                   |
| Pista                | Pista                                                 | Pista                           | Pista                                                    |
| -------------------- | ----------------------------------------------------- | ------------------------------- | -------------------------------------------------------- |
| 300 m Contrarreloj   | Ippolito Sanfratello                                  | Alessio Gagglioli               | Anthony Dodd                                             |
| 500 m Sprint         | Ippolito Sanfratello                                  | Julián Fernández                | Juan Gutiérrez                                           |
| 1.500 m Sprint       | Chad Hedrick                                          | Jorge Botero                    | Bradley Ling                                             |
| 5.000 m Línea        | Derek Downing                                         | Jorge Botero                    | Marco Giannini                                           |
| 10.000 m Puntos      | Chad Hedrick                                          | Jorge Botero                    | Christopher Luxton                                       |
| 20.000 m Eliminación | Christopher Luxton                                    | José Fernando Bustamante Acosta | Danilo Vidal                                             |
| 10.000 m Relevos     | Estados Unidos Chad Hedrick Derek Downing Derek Parra | Italia                          | España · Carlos Lamberto · Sergio Ugarte · Pablo Ascunce |
| Ruta                 |                                                       |                                 |                                                          |
| 300 m Contrarreloj   | Derek Downing                                         | Carlos Alberto Penagós          | Anthony Dodd                                             |
| 500 m Sprint         | Ippolito Sanfrettelo                                  | Brayden Jones                   | Anthony Dodd                                             |
| 1.500 m Sprint       | Derek Parra                                           | Ippolito Sanfratello            | Jorge Botero                                             |
| 5.000 m Línea        | Scott Hiatt                                           | Jorge Botero                    | Marco Giannini                                           |
| 10.000 m Puntos      | Chad Hedrick                                          | Jorge Botero                    | Guillermo Trinaroli                                      |
| 20.000 m Eliminación | Chad Hedrick                                          | Jorge Botero                    | Marco Giannini                                           |
| Larga distancia      |                                                       |                                 |                                                          |
| 42.195 m Marathon    | Chad Hedrick                                          | Armando Capannolo               | Alain Nègre                                              |

## Medallero
| Pos. | País           | Oro | Plata | Bronce | Total |
| ---- | -------------- | --- | ----- | ------ | ----- |
| 1.   | Estados Unidos | 19  | 6     | 1      | 26    |
| 2.   | Italia         | 5   | 4     | 10     | 19    |
| 3.   | Australia      | 2   | 2     | 7      | 11    |
| 4.   | Francia        | 1   | 2     | 2      | 5     |
| 5.   | Bélgica        | 1   | 0     | 0      | 1     |
| 6.   | Colombia       | 0   | 10    | 2      | 12    |
| 7.   | Argentina      | 0   | 3     | 3      | 6     |
| 8.   | Chile          | 0   | 1     | 1      | 2     |
| 9.   | España         | 0   | 0     | 1      | 1     |
| 9.   | China Taipéi   | 0   | 0     | 1      | 1     |

- Datos: Q19286178